# Operațiunea Protective Edge
Operațiunea Protective Edge („Marjă de apărare”,ebraică: מבצע צוק איתן, Mivtza Tzuk Eitan, ad litteram „Operațiunea Stâncă trainică”) este o operațiune a Forțelor de Apărare Israeliene, lansată pe 8 iulie 2014 în Fâșia Gaza, parte a statului palestinian, controlată de organizația islamistă Hamas, în urma bombardării orașelor și satelor israeliene cu rachete și obuze. Printre orașele bombardate au fost Tel Aviv, Ierusalim, Beer Șeva, Rehovot, Rișon Le-Țion, Așdod, Așkelon, Ofakim, Netivot și Hadera. În afara lansării de rachete si proiectile, teroriști din Fâșia Gaza au încercat și mai multe incursiuni armate împotriva agricultorilor israelieni din regiune, venind de pe mare sau prin mijlocirea unor tuneluri săpate pe sub frontieră, dar nu au reușit. Până la 14 iulie 187 de persoane își pierduseră viața și mai mult de 1.300 fuseseră rănite. Potrivit Oficiului Națiunilor Unite pentru Coordonarea Afacerilor Umanitare, 77% dintre cei uciși au fost civili, dintre care 26% erau copii, până la data de 14 iulie. Forțele de Apărare Israeliene estimează că 90 dintre morți au fost militanți Hamas vizați de atacuri și spun că Hamas a folosit populația din Gaza ca scuturi umane. Până pe 13 iulie au fost raportate mai mult de 1.300 de atacuri israeliene, în timp ce peste 800 de rachete au fost lansate din Gaza în Israel.
Acțiunea Armatei Israeliene a fost în unele momente puternic condamnată de lumea occidentală, dar și de lideri ai Ligii Arabe, Bangladeshului, Indoneziei sau Australiei. Grupuri pro-palestiniene au organizat proteste în marile orașe ale lumii. La Paris, protestele au degenerat în violențe de stradă, două sinagogi fiind atacate de protestatarii furioși.